# Elizabeth Colborne
Elizabeth Colborne (1885–1948) foi uma gravurista e ilustradora americana. Colborne nasceu em Chamberlain, South Dakota.
O seu trabalho encontra-se incluído nas colecções do Museu de Arte de Seattle, do Museu Whatcom e do Instituto de Arte de Minneapolis.